# Gouverneur général de la Jamaïque
Le gouverneur général de la Jamaïque (en anglais : Governor-General of Jamaica) est le chef d'État de facto de la Jamaïque. Il représente le chef d'État de jure, le souverain de la Jamaïque, actuellement Charles III. Tous les gouverneurs généraux de la Jamaïque portent le prédicat honorifique « Son Excellence le très honorable N » (His Excellency The Most Honourable N).

## Liste des gouverneurs généraux de la Jamaïque
- Kenneth Blackburne (6 août 1962 ; 30 novembre 1962)
- Clifford Campbell (1er décembre 1962 – 2 mars 1973)
- Herbert Duffus (2 mars 1973 – 27 juin 1973) (par intérim)
- Florizel Glasspole (27 juin 1973 – 31 mars 1991)
- Edward Zacca (31 mars 1991 – 1er août 1991) (par intérim)
- Howard Cooke (1er août 1991 – 15 février 2006)
- Kenneth O. Hall (15 février 2006 – 26 février 2009)
- Patrick Allen (26 février 2009 – présent)